# Došašće
Došašće ili latinizam advent (lat. adventus = dolazak) početno je razdoblje u Crkvenoj liturgijskoj godini (izuzev istočnih kršćana), vrijeme iščekivanja i pripreme za svetkovinu Božića. Zajedno s korizmom ubraja se u tzv. „jaka liturgijska vremena” i pokorničkoga je karaktera.
Došašće u zapadnom kršćanstvu počinje četiri nedjelje prije Božića, koje simbolično označavaju četiri tisućljeća od stvaranja svijeta do Kristova dolaska u biblijskome izričaju. Najranije može početi 27. studenoga, a najkasnije 3. prosinca. Prva je nedjelja došašća ona najbliža blagdanu sv. Andrije apostola (30. studenoga). Završava 24. prosinca na Badnjak. U Katoličkoj Crkvi u došašću prevladava ljubičasta boja u liturgiji. Čitaju se prikladni tekstovi iz Biblije (često iz Izaije) i razmatra značaj Kristova utjelovljenja.
Prvi dio došašća (do 16. prosinca) zamišljen je eshatološki, kao priprava za Kristov drugi dolazak kada će ujedno biti i sudnji dan, dok se u drugom dijelu (od 17. do 24. prosinca) priprema za Kristov rođendan, dan kada je Sin Božji postao čovjekom. Ta je dvojakost sadržana i u crkvenim dokumentima: U došašću se svakoga jutra održavaju zornice (lat. rorate), ranojutarnje mise, koje imaju pokornički značaj. Simboliziraju budnost na koju je kršćanin pozvan u svojemu životu. Svoj početak imaju još u srednjem vijeku, u kojemu su se održavale i adventske igre.
U 19. st. u Njemačkoj javlja se običaj izrade adventskog vijenca s četirima svijećama koje simboliziraju četiri nedjelje došašća. Tijekom došašća, kršćani su pozvani na nadu, budnost, čežnju i sabranost kako bi prepoznali Boga koji dolazi.
U pojedinim krajevima u različito vrijeme počinju priprave za Božić. U nekim krajevima BiH u kojima žive Hrvati priprema počinje već na dan sv. Katarine Aleksandrijske 25. studenoga (»sveta Kata«). Od tada do Božića nema više vjenčanja i većih proslava uz što postoji i izreka: „Sveta Kata zatvara vrata”.

## Povijest došašća
Najranija svjedočanstva o vremenu došašća potječu s početka 5. stoljeća, kada je biskup Perpetuo iz Toursa započeo pripravu za Božić, počevši od blagdana sv. Martina 11. studenoga. Nazvao je došašće pokorničkim vremenom, naređujući post u 3 dana svakog tjedna od 11. studenoga do Božića. Ovo vrijeme posta od 40 dana, slično korizmi, izvorno se nazivalo – "Četrdesetdnevni post sv. Martina". Čitanja prilikom euharistijskog slavlja uzimala su se iz korizmenog vremena.
Gelazijev sakramentar spominje pet nedjelja došašća. U 6. stoljeću, papa Grgur Veliki skratio je došašće na četiri tjedna, što se zadržalo do danas te je ukinuo dotadašnje suzdržavanje od jedenja mesa (nemrs) i mliječnih proizvoda za vrijeme došašća, makar se i danas, razdoblje došašća gleda kao vrijeme suzdržavanja od velikih slavlja i gozbâ. U 9. stoljeću prva nedjelja došašća proglašena je početkom liturgijske godine.
Vrijeme došašća Rimske liturgije nije bilo pokorničko, nego slavljeničko, vrijeme radosti i priprema za Božić. S vremenom je došašće postalo spoj pokorničkih sadržaja i vremena radosti i iščekivanja. Liturgija došašća ostala je nepromijenjena sve do Drugoga vatikanskog sabora, koji je uveo manje izmjene kako bi jasno odredio duh korizmenog vremena i vremena došašća.

### Starozavjetno došašće
Prema kršćanskom vjerovanju, ljudska povijest krenula je tragičnim putem od prvih ljudi, koji su krenuli putem zla i otuđenja od Boga i čovjeka. Takvom otuđenom čovjeku, spasenje nije moglo doći od njega samoga ili od svijeta. Zbog toga je Bog intervenirao i došao je otuđenom čovjeku obećavši mu spasenje i pobjedu nad zlom. Starozavjetno vrijeme bilo je vrijeme iščekivanja i to je bilo prvo došašće. Vjernici u vrijeme Staroga zavjeta čeznuli su za Bogom i spasenjem.
Proroci su u Starom zavjetu navješćivali Isusovo rođenje. Tako u Drugoj knjizi o Samuelu, prorok Natan naviješta kralju Davidu, da će se Spasitelj roditi iz njegove loze: "Podići ću tvoga potomka nakon tebe, koji će se roditi od tvoga tijela i utvrdit ću njegovo kraljevstvo." (2 Sam 7, 12). Prorok Izaija navijestio je Isusovo rođenje: "Evo, začet će djevica i roditi sina i nadjenut će mu ime Emanuel!" (Iz 7, 14). Prorok Mihej navijestio je, da će se Isus roditi u Betlehemu: "A ti Betleheme, Efrato, najmanji među kraljevstvima Judinim, iz tebe će mi izaći onaj koji će vladati Izraelom; njegov je iskon od davnina, od vječnih vremena." (Mih 5, 1).

## Liturgija došašća
U došašću, posebno se čitaju misna čitanja vezana za proroka Izaiju, sv. Ivana Krstitelja i Blaženu Djevicu Mariju. Izaija je prorok nade tj. najveći prorok mesijanskih nada i iščekivanja. Sv. Ivan Krstitelj preteča je Isusova dolaska, prorok koji priprema narod za Isusovo djelovanje te je poveznica između Staroga i Novoga zavjeta. Marija je treća velika osoba vremena došašća. Ona je posljednja karika u nizu vjernika, koji su čeznuli za Božjim dolaskom i spasenjem te pravi primjer budnosti i uzor spremnosti za susret s Isusom. U srcu došašća slavi se njen blagdan Bezgrešnog zaćeća.
U tjednima prije Božića, vjernici se pripremaju za Isusov dolazak, slično kao što je sv. Ivan Krstitelj pripremao svoje sunarodnjake za Isusovo javno djelovanje. Sv. Ivan Krstitelj je preteča Isusovog navještanja. On je glas koji viče u Judejskoj pustinji: „Pripravite put Gospodinu, poravnajte mu staze” (Lk 3, 4). Poticao je Izraelce na promjenu, obraćenje i pripremu za Kraljevstvo Božje.
U prvome dijelu došašća (do 16. prosinca), vjernici se pripravljaju za drugi Kristov dolazak, kada će ujedno biti i sudnji dan, dok se u drugom dijelu (od 17. do 24. prosinca) pobliže pripremaju za Kristov rođendan, za dan kada je Sin Božji postao čovjekom (Utjelovljenje).
Misna liturgija običnih dana u došašću bitno je obogaćena, nakon liturgijeske obnove. Dok prije nije bilo misnih obrazaca došašća, sada ponajprije svaki dan drugog dijela došašća od 17. do 24. prosinca, ima svoje vlastite misne obrasce. 
Tijekom liturgijskih slavlja u vremenu došašća, kršćani ponovno proživljavaju dugotrajnu nadu tijekom stoljeća. Osim nejasna iščekivanja što ga je stavio u srce pogana, Bog je dolazak svoga Sina pripravljao Starim zavjetom, sve do dolaska Ivana Krstitelja koji je posljednji i najveći prorok.
Liturgijska boja je ljubičasta, osim treće nedjelje došašća (tzv. Radosna nedjelja ili Gaudete) kada se može obući i ružičasta, čime se dodatno naglašava iščekivanje Isusova rođenja.

### Zornice
U vrijeme došašća, služe se ranojutarnje sv. mise – zornice. Obično se služe u 6 ili 7 sati ujutro, u ranu zoru. Zovu se i po latinizmu rorate. Simboliziraju budnost kršćana u vrijeme priprave za Božić, ali i na konačni Isusov dolazak na kraju vremena. Predstavljaju oblik četverotjednog trajnog odricanja od sna. Svoj početak imaju još u srednjem vijeku. Zornicom se zove i božićna sveta misa u ranu zoru.

### Himnologija
Liturgiju zadnjega tjedna došašća obogaćuju glasovite O-antifone iz časoslova (molitve Večernje, lat. Vesper). Ima ih 7, po jedna za svaki dan od 17. do 23. prosinca. Spominju se već u 6. st., a u rimsku liturgiju uklopljene su do 8. st. U O-antifonama nalazi se kratki sažetci svih onih starozavjetnih proročkih i drugih tekstova koji su naviještali budućeg Mesiju, opisivali njegovu ulogu, poslanje i funkciju te mu pripremali put. Isus je za kršćane to sve ispunio. U latinskom jeziku, te O-antifone počinju s vokativnim O (otuda ime) i glase u svojim počecima prema prijevodu novog lekcionara: "Mudrosti Svevišnjega..." (O Sapientia), "Vođo doma Izraelova..." (O Adonai), "Korijene Jesejev..." (O radix Jesse) itd. Ove O-antifone su i uglazbljene u gregorijanskom koralu. Svečano se pjevaju u molitvi časoslova u redovničkim zajednicama, napose kontemplativnih redova.

### Adventske pjesme
Hrvatske adventske pjesme imaju marijansko obilježje, pjevaju se i na zornicama. Neke od poznatijih su: "Padaj s neba", "Zlatnih krila", "O Marijo, ti sjajna zornice", "Poslan bi anđel Gabrijel", "Ptičice lijepo pjevaju", "Visom leteć ptice male". U tim adventskim pjesmama izražava se radost skorom dolasku Božića i potiče se vjernike na duhovnu pripremu za svetkovinu Božića te iskazuju štovanje Blaženoj Djevici Mariji.

## Adventski običaji

### Adventski vijenac
U antičko doba vijenac je bio simbol pobjede. I adventski je vijenac simbol borbe čovjeka kršćanina protiv životnoga mraka. Ta je borba puna nade jer ukrašeni adventski vijenac označava pobjedu Krista Gospodina: Isusov Križ i Uskrsnuće.
Ideja adventskog vijenca izvorno je nastala u vrijeme došašća. Prvi adventski vijenac na svijetu pojavio se 1838. u domu za siromašnu djecu "Das Rauhe Haus" ("Trošna kuća") u Hamburgu. Mladi evangelički pastor i odgojitelj Johann Hinrich Wichern (1808. – 1881.) okupio je 1838. siročad s ulice te im u jednoj staroj i trošnoj kući ponudio novi dom. U svome dnevniku zabilježio je da se u došašću 1838., želeći pronaći način da svojim štićenicima došašće učini što ljepšim, dosjetio da od prvog dana prosinca svakim danom za vrijeme molitve upale jednu svijeću. Wichern je stavljao svijeće na veliki drveni vijenac koji bi na Božić zasjao poput velikog svjetlosnog kruga s 24 svijeće: 20 malih crvenih svijeća za dane u tjednu i četiri velike bijele svijeće za nedjelje došašća. Svake godine u došašću obavljali su ovaj kratak obred. Oko 1851. Wichernovi su štićenici drveni vijenac počeli ukrašavati zimzelenim grančicama, a s vremenom se umjesto drvenoga počeo plesti vijenac od zimzelenog granja. Taj se običaj proširio po evangeličkim obiteljima u Njemačkoj, a zatim u susjedne i prekooceanske zemlje. Krajem 19. stoljeća prešlo se na četiri svijeće za četiri nedjelje došašća.
Plete se od zimzelenih grančica, ali tako da nema početka ni kraja što označuje vječnost. Bor i božikovina u vijencu simboliziraju besmrtnost, lovor označava pobjedu nad grijehom i patnjom, a cedar snagu i izlječenje od svih bolesti. Lišće božikovine podsjeća na vijenac od trnja, sukladno engleskom vjerovanju da je Kristov vijenac od trnja bio načinjen upravo od bodljikavog lišća ove zimzelene biljke. Često je u njemu i grančica ružmarina jer ova je biljka prema legendi čuvala Djevicu Mariju na njenom putu u Egipat.
Čine ga dva temeljna simbola - krug i svijeće odnosno svjetlo. U vijenac se umeću četiri svijeće koje označuju četiri razdjelnice u ljudskoj povijesti: stvaranje, utjelovljenje, otkupljenje i svršetak. Prve adventske nedjelje pali se prva svijeća i tako redom da do Božića gore sve četiri. Svjetlo svijeća označava dolazeće svjetlo Isusa. Adventske svijeće, izvorno crvene i bijele boje, upućuju na Isusovu žrtvu i pobjedu. Prema dugoj tradiciji na vijenac su se stavljale tri ljubičaste svijeće, znak pokore i obraćenja kao pripreme Isusova dolaska, i jedna ružičasta koja se palila kao izraz radosti zbog Isusova rođenja. Prema jednoj tradiciji prva svijeća nazvana je prorokova svijeća, druga betlehemska, treća pastirska, a posljednja svijeća anđela. Postupno paljenje svijeća znak je približavanja Božića.

### Adventski kalendar
Kao i adventski vijenac, nastao je u Njemačkoj. Adventski kalendar sastoji se od kartona na kojem su otvori - kućice. Iza svake kućice je slika ili simbol, koji ukazuje na dolazak Božića i ima broj od 1 do 24. Počevši od 1. prosinca, otvaraju se kućice, jedna na dan, počevši od one s brojem 1. Konačno, 24. prosinca, otvara se posljednja kućica, koja ima prigodnu sliku rođenja Isusova. Adventski kalendar najčešće je namijenjen djeci, koja se tako upoznaju s došašćem i iščekivanjem Božića.
Neki kalendari su strogo religiozni, dok su drugi svjetovni u sadržaju. Unatoč imenu, većina komercijalno dostupnih adventskih kalendara počinje 1. prosinca, bez obzira kada došašće stvarno počinje te godine, što može biti već 27. studenoga, a nekada tek 3. prosinca. Neki adventski kalendari imaju mali dar skriven u svakom prozoru, kao što je igračka ili čokolada.
Korijeni adventskog kalendara dolaze od njemačkih luterana početkom 19. stoljeća. Kredom su crtali linije na vratima svaki dan, počevši od 1. prosinca. Neke obitelji imale su složenije načine, poput paljenja jedne svjećice dnevno od 1. prosinca do Božića ili su imali novu vjersku sliku na zidu svaki dan.
Prvi poznati adventski kalendar ručno je izrađen 1851. godine. Prvi poznati tiskani adventski kalendar proizveden je u Hamburgu 1902. ili 1903. godine.
Poslije Drugoga svjetskog rata, nastavilo se širenje popularnosti adventskoga kalendara.

### Adventska svijeća
Adventska svijeća pali se svaki dan od početka prosinca pa sve do Badnjaka. Običaji vezani za adventsku svijeću, navjerojatnije su nastali u Njemačkoj te se proširili u druge europske zemlje, prvenstveno u protestanskim zajednicama. Češće se može vidjeti u kućanstvima, nego u crkvenim prostorima. Postupno gori svaki dan u prosincu, čime se iskazuje iščekivanje Božića te simbolički pokazuje koliko još ima dana do Božića.
Kao i kod adventskoga kalendara, ne prate se strogo dani u došaću. Ponekad došašće započne prije 1. prosinca ili nakon njega, a adventska svijeća se obično počne paliti 1. prosinca.
U nekim se kućanstvima adventska svijeća dodatno ukrasi zimzelenim grančicama i božićnim ukrasima, sa svijećom u sredini. Obično se pali prije zajedničke obiteljske večere.

### Adventski (božićni) sajam
Adventski odnosno božićni sajam, održava se tijekom četiri tjedna došašća. Nastao je u većinom germanskim krajevima, kao što su: Njemačka, Austrija, Južni Tirol i Alsace, ali sada se održava i u mnogim drugim zemljama, uključujući i Hrvatsku, poput Adventa u Zagrebu.
Povijest adventskih sajmova seže u kasni srednji vijek. Božićni sajam u Dresdenu, prvi se put održao 1434. godine i jedan je od najstarijih božićnih sajmova. Danas privlači između 1,5 i 2 milijuna posjetitelja godišnje u vrijeme došašća. Sajam u Bautzenu, čak je i stariji. Prvi se put spominje u zapisima iz 1384. Bečki prosinački sajam preteča je kasnijih božićnih sajmova i potječe iz 1294. godine.
U mnogim gradovima u Njemačkoj i Austriji, došašće počinje otvaranjem sajma. Općenito se održava na središnjem gradskom trgu, u području pješačke zone. Taj prostor je okićen božićnim ukrasima, a posebno se ističe visoko božićno drvce.
Na sajmu se prodaju predmeti vezani za došašće i Božić, poput adventskih vijenaca, božićnih ukrasa, božićnih čestitki, poklona, božićnih drvaca, jaslica i sl. uz prodaju hrane i pića poput kobasica i kuhanoga vina te uz koncerte na otvorenom.
Najpoznatiji takvi sajmovi su u: Dortmundu, Erfurtu, Nürnbergu, Dresdenu, Stuttgartu, Augsburgu, Beču, Grazu, Strasbourgu, Birminghamu i Manchesteru.

### Post kod pravoslavnih vjernika i grkokatolika
Vrijeme pripreme za Božić počinje 15. studenoga i naziva se "post Rođenja Gospodnjeg" ili "filipovka" po sv. apostolu Filipu, čiji se spomendan slavi 14. studenoga. Došašće traje 6 tjedana. Za to vrijeme je strogi post, osobito na Badnjak. Bliža priprema za Božić započinje 20. prosinca. Ovi datumi odnose se na one pravoslavne crkve koje koriste revidirani julijanski kalendar, koji je identičan gregorijanskom kalendaru. Za one nacionalne crkve, koje još slijede julijanski kalendar (Rusija, Gruzija, Ukrajina, Makedonija, Crna Gora, Srbija i Jeruzalemska patrijaršija), post počinje 28. studenoga.
U pravoslavlju za vrijeme došašća, tradicionalno se posti od crvenog mesa, peradi, mesnih prerađevina, jaja, mliječnih proizvoda, ribe, ulja i vina. Riba, vino i ulje dopušteni su subotom i nedjeljom, a ulje i vino dopušteni su utorkom i četvrtkom. Riba i/ili vino i ulje dopušteni su i na određene blagdane u došašću: blagdan evanđelista Mateja (16. studenoga), apostola Andrije (30. studenoga), sv. Barbare (4. prosinca), sv. Nikole (6. prosinca), Sv. Spiridona i Hermana (12. prosinca), sv. Ignacija (20. prosinca), itd.
Vjeruje se, da je vjernik približi Bogu, kada negira tjelesna i svjetovna zadovoljstva. Iako se čini tjelesna pokora, naglasak je stavljen na duhovni aspekt posta. Pravoslavna teologija vidi sklad između tijela i duše, tako da ono što pogađa jedno, djeluje i na drugo. Također se nastoji suzdržavati od ljutnje i pohlepe. Osim posta, nastoji se dati milostinju potrebnima.
Post u došašću je ipak blaži nego korizmeni post. Bolesnici, djeca, stare osobe i majke male djece ne moraju postiti te svi, kojima bi život bio u opasnosti, zbog posta. Najstroži post u došašću je posljednjeg dana.
Dva najpoznatija himna u vrijeme došašća su: "Krist se rodi slavite" i "Rođenje tvoje, Kriste, Bože naš". Na Badnjak, grkokatolički vjernici pale poveće drvo s urezanim križem, tj. badnjak. Na sam Božić, grkokatolici slave Rođenje Isusovo i poklon triju Kraljeva, a božićno vrijeme završava na Novu godinu, kada počinje priprema za blagdan Bogojavljanja, kada se slavi Isusovo krštenje na rijeci Jordanu.

## Adventski blagdani

### Sveta Barbara
Na dan sv. Barbare 4. prosinca, u pojedinim hrvatskim krajevima postoje razni običaji. Najvažniji je običaj sijanja pšenice. U nekim krajevima pšenica se sije kasnije na dan sv. Lucije (13. prosinca). Običaj sijanja pšenice seže porijeklo od starodrevnih kultova prizivanja dobre ljetine. Time se provjerava klijavost pšenice i procjenuje kakva će biti ljetina sljedeće godine. Susjedi se posjećuju i procjenjuju čija je pšenica gušća, viša, bujnija i zelenija. Vjeruje se, da je to znak da će sljedeća godina biti rodna i uspješna. Kada pšenica naraste, oko nje se veže vrpca od hrvatske trobojnice.
U Slavoniji su na dan sv. Barbare počinjali božićni ophodi. Susjedi dolaze jedni drugima i govore: "Hvaljen Isus! Čestitam vam sv. Barbaru! Rodilo vam se, telilo se, ždrebilo se, prasilo se, jagnjilo se, macilo se i leglo se! Živi i zdravi bili!" Ukućani odgovaraju: "Živ i zdrav i ti bio!" Tada domaćin donese domaću slavonsku kobasicu, da se počaste.

### Bezgrješno začeće Blažene Djevice Marije
Marija je velika osoba vremena došašća stoga nije moglo proći bez blagdana njoj u čast. Blagdan Bezgrešnog Začeća Blažene Djevice Marije, slavi se 8. prosinca. Utemeljio ga je papa Siksto IV. 1476. g. Dogmu je svečano proglasio, papa Pio IX. u poslanici "Ineffabilis Deus", 8. prosinca 1854. g. Katolička Crkva vjeruje da dogma ima potporu u Bibliji. Arkanđeo Gabrijel nazvao je Mariju kao "punu milosti", a crkveni oci nazivali su Mariju - Blaženom Djevicom. Prema katoličkoj teologiji, Marija je morala biti posve bez grijeha, da bi mogla začeti Isusa.

### Sveti Nikola
U vrijeme došašća, slavi se i dan sv. Nikole (6. prosinca), negdje zvan i "Nikolinje". Tada se darivaju djeca po uzoru na sv. Nikolu biskupa, koji je prema legendi noću potajno kroz prozor donosio darove siromašnim ljudima. Sv. Nikolu prate anđeli i Krampus ovisno, da li se radi o dobroj ili zločestoj djeci, koja od Krampusa dobivaju šibu, koja je obično zlatne boje. Djeca čiste svoje čizmice i stavljaju ih na prozore prije spavanja, noć prije dana sv. Nikole. Ujutro, kad se probude, dočekaju ih čizmice pune poklona.
U nekim krajevima središnje Hrvatske, ukućani se sakriju ispod prozora i zveckaju lancima, plašeći djecu, da prolazi Krampus i tako ih potiču, da budu poslušna i dobra.
U okolici Petrinje, mještani su se oblačili u biskupsku odoru i darivali djecu voćem, idući od kuće do kuće. Uz sv. Nikolu išao je i Krampus, koji ima crveni izbeljeni jezik, kravlje rogove, naopako obučen kaput i na leđima nosi košaru u koju kupi zločestu djecu. U Donjoj Lomnici u Turopolju, Krampus je djeci dijelio "krampusove bombone" tj. ukrašene repe. Tamo su se na dan sv. Nikole održavala i "spravišča" (mjesna vijeća) na kojima su se birali ljudi, koji će predstavljati zajednicu i biti članovi nekadašnje Plemenite općine Turopolje.
Za vrijeme komunističkog režima, nastojalo se potisnuti tradiciju sv. Nikole. Organizirale su se podjele darova, koje je umjesto sv. Nikole donosio Djed Mraz. Ime je preuzeto iz ruskog jezika (rus. "Дед Мороз" - "Ded Moroz"). Djed Mraz je dobroćudni starac duge bijele brade, s crvenom kapom na glavi, odjeven u crveni zimski kaput bijelih rubova. Posljednjih desetljeća zove se "Djed Božićnjak" umjesto "Djed Mraz".

### Sveta Lucija
Na dan sv. Lucije, 13. prosinca, brojni su običaji širom Hrvatske. Do Božića je ostalo još 12 dana. U Slavoniji postoji običaj promatranja vremena svaki dan do Božića. Svaki od tih 12 dana predstavlja jedan mjesec sljedeće godine. Ako je vrijeme sunčano ili maglovito ili kišovito, vjeruje se da će takvo vrijeme biti taj pojedini mjesec u sljedećoj godini, kojeg predstavlja pojedini dan od sv. Lucije do Božića. Na sv. Luciju, djevojke upisuju imena 11 momaka na papiriće, a jedan ostave praznim. Svaki dan vade jedan papirić i spale ga. Vjeruju, da je ime koje posljednje ostane - ime momka za kojeg će se udati. A ako je posljednji papirić prazan, sljedeće godine neće se udati. U nekim sjeverozapadnim krajevima u zemlju se stavi 12 komadića crvenog luka. Poslije se po vlažnosti, procjenjuje kakvi će biti mjeseci u sljedećoj godini.
Na Svetu Luciju sijala se božićna pšenica kao simbol plodnosti, novog života i njegove obnove. Samim svojim izgledom davala je zelenilo i nadu usred zime i snijega, a služila je i kao blagoslov ljetine istodobno ukrašavajući domove. Isti običaj postoji i u Italiji i Portugalu, ali nije toliko raširen. Pšenica bi rasla sve do Božića, kada bi se uredila. Često bi se ukrasila hrvatskim bojama - crveno-bijelo-plavom trobojnicom, a katkad se unutar nje stavljala jabuka ili pak svijeća. Što je pšenica bila gušća i zelenija, vjerovalo se da će biti bolja ljetina naredne godine. Poslije božićnih blagdana pšenicu se davalo pticama, da se taj sveti dio Božića ne bi uništio.
Na isti se dan darivaju djeca u Slavoniji i Dalmaciji. Dječaci obilaze kuće s dobrim željama kod Hrvata u Mađarskoj, a čestitari kod bačkih Bunjevaca zažele, da kvočka čvrsto sjedi na jajima. Hrvati u okolici Sarajeva obilazili su kuće tražeći tko će im što dati. Obično su im darivali jaja, ponešto novaca i sl.
Budući, da je sv. Lucija zaštitnica očiju postoje i običaji vezani za to. Taj dan štede se oči pa se ne rade ručni radovi u okolici Zagreba, kod Hrvata u Bosni i bačkih Bunjevaca. Postoje i pohodi djevojaka omotanih u bijele plahte s nožem i tanjurom i dva oka neke od domaćih životinja. Sveta Lucija često se prikazuje na slikama na taj način, jer se vjeruje da je ostala bez očiju.

### Djetinjci, Materice, Očići
U narodu se treća nedjelja prije Božića naziva Ditići, Djetići, Ditinci, Mladenci .  Stariji tada prijete djeci pa ih djeca darovima udobrovolje. Na području Trebinjsko-mrkanske biskupije taj dan se naziva Đetinjci i govorilo se djeci da se ne smiju svađati, da moraju slušati inače će im čirevi iskočiti po stražnjici.  (Taj dan treba razlikovati od spomendana Nevine dječice, koji se obilježava treći dan Božića (28. prosinca). Materice, Majčice, Majke nebeske obilježavaju se druge nedjelje prije Božića. Naziv materice, majčice je deminutiv plurala riječi mater, majka. Muškarci tada ucjenjuju djevojke i žene i traže otkup, a one ih simbolično darivaju (šakom oraha, jabukom, suhim smokvama, lješnjacima. Zetovi su darivani opletenim terlucima. Toga dana u nekim mjestima, primjerice u stolačkom i vareškom kraju održavaju se maskirani ophodi djece – materičari.  Očići, Oci, Oci nebeski obilježavaju se nedjelju dana prije Božića. Naziv očići deminutiv je plurala riječi otac. Djeca, djevojke i žene traže od muškaraca da se otkupe. Ujutro rano urane da oca uhvate u postelji te ga zavežu kako bi se morao otkupiti ciniti, darovati. Hrvati u livanjskom kraju Očiće smatraju prvim čelom Božića.

### Dan sv. Tome
Dan sv. Tome Apostola, 21. prosinca, ponegdje se zove i Tucin dan ili Tučin dan. Tada se rade velike pripreme za Božić. Pripremaju se božićne pečenke i peku božićna peciva. U Bosni peciva imaju posebne nazive: kruvokriž, sv. Toma mlivosija i sl. Radi se okrugli kruh na koji se urezuju križevi, razne šare i modelirani likovi. Na Jadranu, osim okruglih kruhova, mijese se i kruhovi različitih oblika. Često se u panonskim krajevima naprave dva kruha: jedan za Badnjak, a drugi za Božić. Čistile su se i mele kuće. Pripremalo se dovoljno drva za ogrjev. Prala se posteljina i krevetnina.

### Badnjak
Ime Badnjaka povezano je s riječju "bdjeti" (stsl. bad) jer se na taj dan bdjelo čekajući Isusovo rođenje. Zbog samog običaja bdjenja i nekadašnje situacije bez električne struje i modernih sprava, bilo je nužno osvijetliti prostorije svijećama, koje su ujedno postale i simboli novog života i nade. Izrađivale su se posebne svijeće, tzv. voštanice, a često su se povezivale tri svijeće hrvatskom trobojnicom. Običaj je i sjećanje na preminule ukućane te molitva za njih.
Na sam su se Badnjak ukućani rano ustajali, a žene su napravile božićni objed, pospremile dom i spravile nemrsnu hranu za večeru, jer se na Badnjak posti. Muškarci su pak hranili stoku, koja je trebala biti spokojna zbog božićnih svetkovina, a također su pripremali drva za ogrjev i nabavljali hranu koju bi domaćice potom pripravljale.
Na Badnjak postoje brojni običaji, kojima je svrha želja za blagostanjem, dobrim urodom, napretkom i dobrim zdravljem. Od Badnjaka do Sveta tri kralja na stolu je stajao božićni kolač – božičnjak, nekada i više njih. Bio je okrugao s rupom u sredini s raznim ukrasima po sebi. Ponegdje u Dalmaciji, ako je bilo više božičnjaka stavljali su se jedan na drugi, a kroz rupu u sredini zatakla bi se grančica masline, bršljana ili svijeća. Božićni kolači različitih su oblika, ukrasa i naziva. U okolici Sinja, u jugozapadnoj Bosni i istočnoj Hercegovini radila se pogača, koja se davala ovcama i magarcima uz malo vina iz bukare. U Slavoniji i Srijemu pekle su se lepinje za domaće životinje. Na njima su se od tijesta radile sise: za krave četiri sise, za svinje dvanaest sisa, za koze i ovce dvije. Mijesile su se i lepinje, koje bi se jele, da grlo ne boli, a poslije se pila rakija od meda.
Budući da se na Božić ništa nije radilo, u dane prije Božića temeljito se čistila kuća i staja, pripremala se hrana za božićne dane, te hrana za domaće životinje. Djeca su se kupala i uređivala, šišalo ih se i radile su im se frizure.
Na Badnjak na stolu su poslagani: orasi, lješnjaci, rogači, bademi, smokve, jabuke, kako u kojem kraju što uspijeva. Obično su se blagovala jela od ribe, grah i med npr. med s češnjakom, riba na razne načine, brodet s palentom, a od kolača fritule, fanjci, gibanice i badnjača (vrsta kruha). Prije Badnje večere upalila se svijeća i izmolila molitva. Jela su bila bez mesa, masti te posna.
U nekim krajevima na stol se stavi posuda s raznovrsnim žitaricama u koju se utakne božićna svijeća te jabuke božićnice i blagoslovljena voda. Neki na stol stavljaju i alate i oruđe: lemeš, crtalo, jaram, konjski ham, bič, torbu, lance, vile i sl.

## Došašće u umjetnosti
Stihove posvećene vremenu Došašća posvetili su Vinko Kos (»Adventsko vrijeme«), Zdravko Gavran (»Prosinac«), Ferdo Rožić (»Zlatnih krila«), Dragan Augustin Dujmušić (»Zornica«), Božica Jelušić (»Božićna molitva Jezušu«), Božidar Petrač (»O svetom Nikoli 1991.«), Aleksa Kokić (»U adventskoj noći«), Ivan Blažević (»Nazvišćenje Divici«), Davor Šalat (»Došašće«), Nada Kesterčanek Vujica (»Adventske noći«), Franjo Meršić (»Zornica«), Josip Velebit (»Božičnica«), Serafin Mičić (»Zvjezdane vigilije«), Mladen Kabalin (»Advent«), Viktor Vida (»Večer navještenja i noć«), od kojih su neke i uglazbljene.

## Vanjske poveznice
| Portal:Kršćanstvo | Portal: Kršćanstvo |

|  | Zajednički poslužitelj ima još gradiva o temi Došašće |

- Adventski običaji (engl.)
- Molitve u došašću  Arhivirana inačica izvorne stranice od 8. veljače 2009. (Wayback Machine)
- Izrada adventskog vijenca zbornica.com